# Skedemosse (Hof)

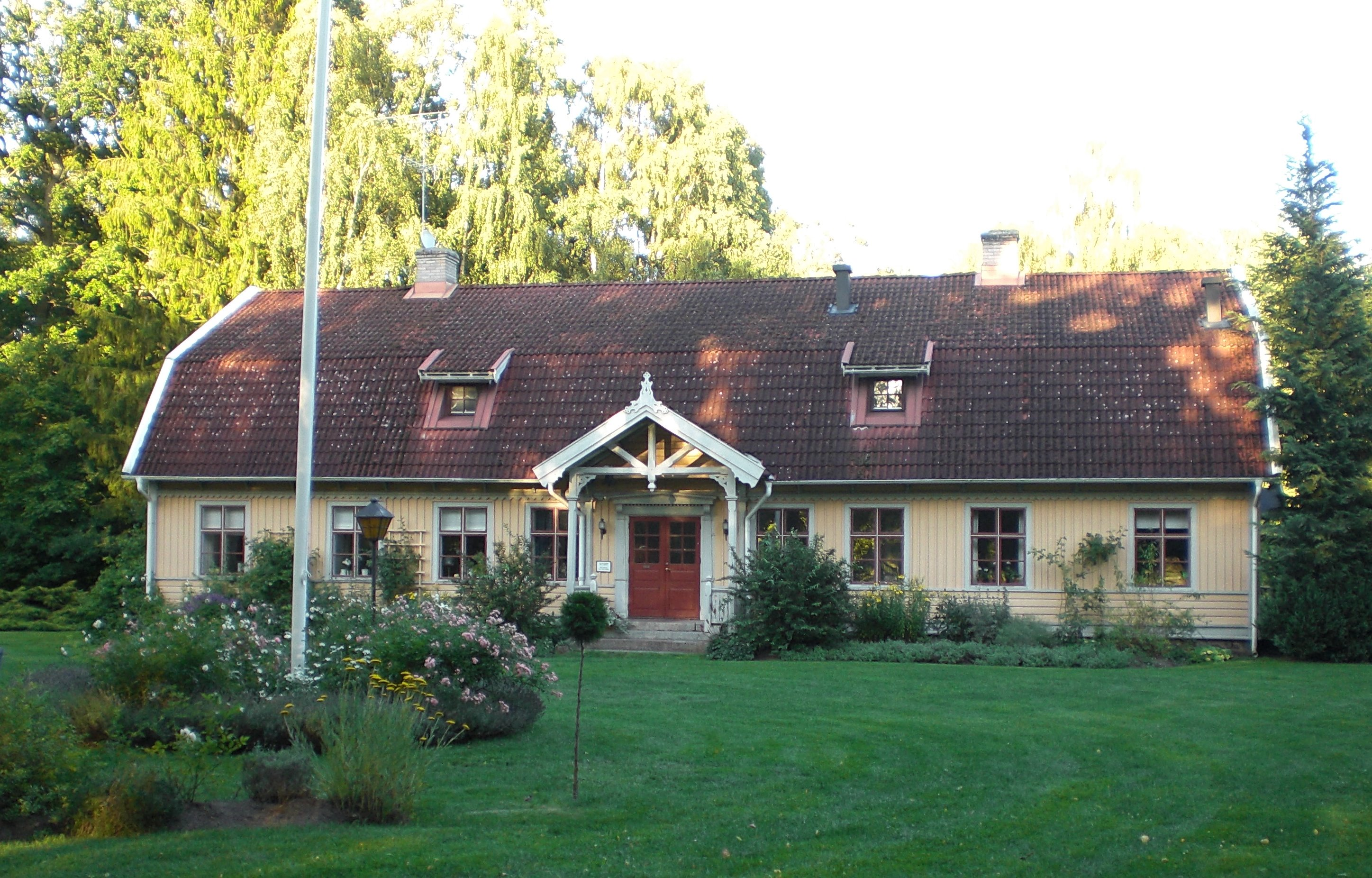
Hauptgebäude, Baujahr 1844

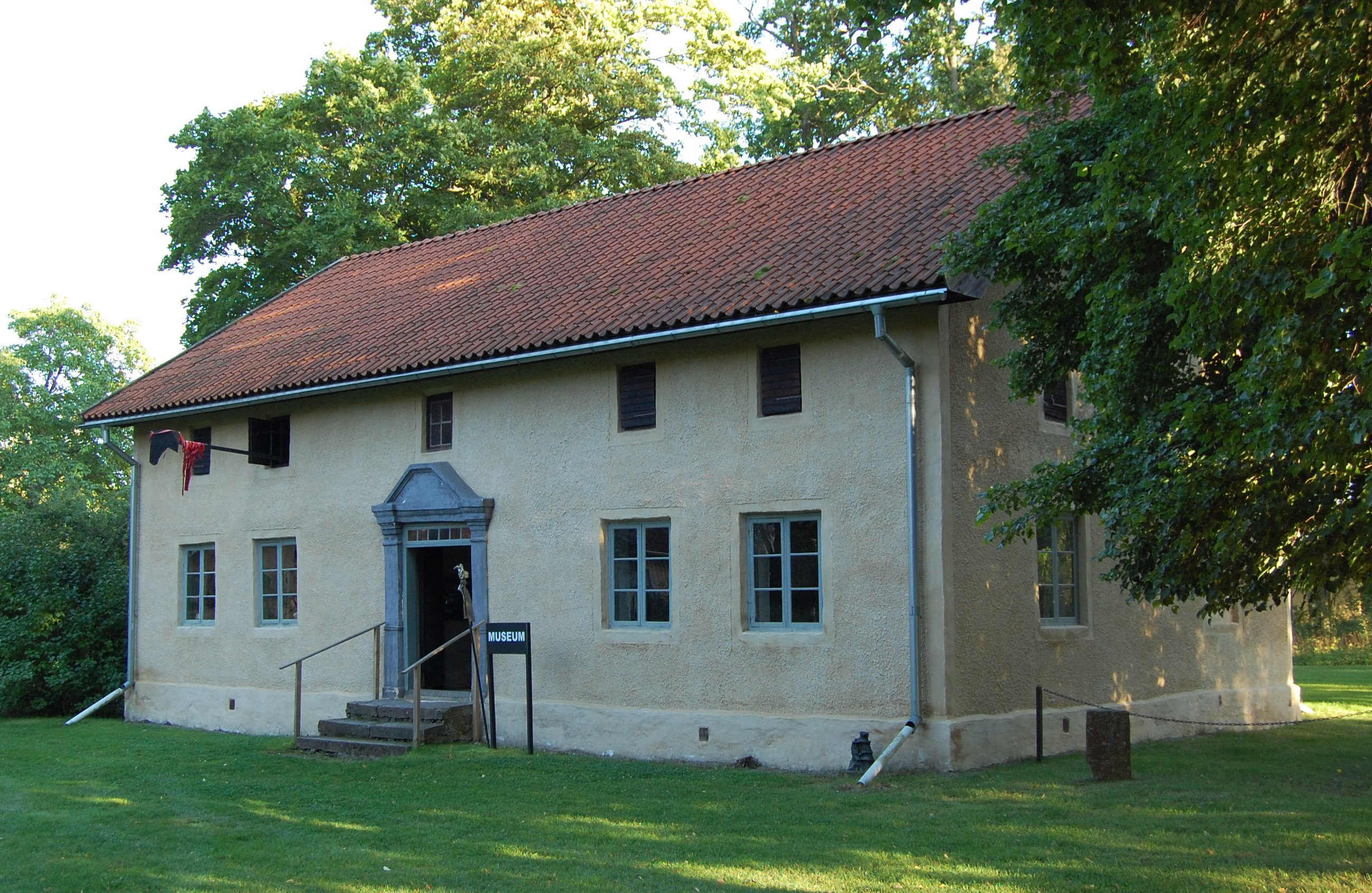
Museum von Skedemosse

Skedemosse ist eine zur Gemeinde Borgholm gehörende Ansiedlung auf der schwedischen Ostseeinsel Öland.

## Lage
Skedemosse liegt östlich der Straße von Köpingsvik nach Störlinge, südlich von Ramsättra und ist von Wäldern umgeben. Es besteht im Wesentlichen aus den Gebäuden eines im 19. Jahrhundert entstandenen Gutes. Die Siedlung zählt deutlich weniger als 50 Einwohner (Stand 2005).

## Geschichte
Der Name geht auf das ursprünglich in der näheren Umgebung befindliche Moor Skedemosse zurück, welches im 19. Jahrhundert trockengelegt wurde. Nachdem in den Jahren 1818 und 1819 umfangreiche Arbeiten zur Trockenlegung des Moors erfolgt waren, ließ der schwedische König 1821 den Hof Skedemosse versteigern. Den Zuschlag erhielten der Student Albin Hildebrand und der Buchhalter Niclas Hammarström. Wenig später zahlte Hildebrand Hammerström aus, so dass die Besitzung ganz in sein Eigentum überging.
1822 war der Nordflügel des Hofs fertiggestellt, der zunächst als Wohnhaus genutzt wurde. 1825 folgte die Fertigstellung des Südflügels, in welchem sich heute ein Museum befindet. Das heute als Wohnhaus genutzte Hauptgebäude entstand 1844. Der Kartoffelkeller nördlich des Hauptgebäudes entstand 1846. Er diente der Brennerei des Hofes als Lager.
Zur Familie Hildebrand gehörten auch die Leiter des schwedischen Reichsdenkmalpflegeamtes Bror Emil Hildebrand und Hans Hildebrand, die sich daher häufig in Skedemosse aufhielten.
Bekanntheit erlangte Skedemosse, als im Gebiet des ehemaligen Moores in der zweiten Hälfte des 20. Jahrhunderts bedeutende archäologische Funde gemacht wurden.
Bis 1989 blieb das Anwesen im Besitz der Familie Hildebrand und gehört seitdem der Familie Wåhlberg.

## Wirtschaft und Sehenswürdigkeiten
In Skedemosse besteht ein Beherbergungsbetrieb mit angeschlossenem Bad. Ein Gebäude wird als Museum für die Geschichte des Moors Skedemosse und für Ausstellungen genutzt. Vor dem Museum ist das Fragment eines Runensteins aufgestellt. Darüber hinaus besteht ein Antikhandel.